# Aldo Gargani
(Aldo Giorgio Gargani, Il sapere senza fondamenti, Einaudi, Torino 1975, p. IX)
Aldo Giorgio Gargani (Genova, 16 aprile 1933 – Pisa, 18 giugno 2009) è stato un filosofo italiano.

## Biografia
Laureatosi in Filosofia alla Scuola Normale Superiore di Pisa, proseguì gli studi presso l'Università di Oxford e al Queen's College. Ha poi insegnato Estetica e Storia della filosofia presso l'Università di Pisa. Si è formato a Pisa con Francesco Barone, orientandosi alla filosofia analitica. Difatti ha proseguito i suoi studi, collaborando con Giulio Lepschy, allora professore all'University College di Londra, e conducendo le sue ricerche al Queen's College sotto la guida di Brian Francis McGuinness.
È stato il massimo studioso italiano di Ludwig Wittgenstein e ha contribuito alla scoperta in Italia di Bertrand Russell, George Edward Moore, Gilbert Ryle, Alfred Jules Ayer, David Pears, ma anche di filosofi della tradizione statunitense come Nelson Goodman, Hilary Putnam, Richard Rorty, Donald Davidson, Saul Kripke, e di scrittori austriaci come Thomas Bernhard e Ingeborg Bachmann.
I suoi ambiti di studio sono stati prevalentemente la filosofia del linguaggio, l'estetica, l'epistemologia, la psicoanalisi, e la cultura austriaca. Di particolare interesse è anche il suo tentativo di una scrittura filosofica narrativa, come in Sguardo e destino (1988), L'altra storia (1990) e Il testo del tempo (1992).

## Opere

### Monografie
- Linguaggio ed esperienza in Ludwig Wittgenstein, Le Monnier, Firenze 1966.
- Hobbes e la scienza, Einaudi, Torino 1971 (ultima ed. 1997).
- Introduzione a Wittgenstein, Laterza, Roma-Bari 1973 (ultima ed. 2007).
- Il sapere senza fondamenti. La condotta intellettuale come strutturazione dell'esperienza comune, Einaudi, Torino 1975 (Mimesis, Milano 2009).
- Wittgenstein tra Austria e Inghilterra, Stampatori Editore, Torino 1979.
- Kafka oggi [1883-1983] (con M. Freschi), Guida, Napoli 1984.
- Lo stupore e il caso, Laterza, Roma-Bari 1985.
- Sguardo e destino, Laterza, Roma-Bari 1988.
- L'altra storia, il Saggiatore, Milano 1990.
- La frase infinita. Thomas Bernhard e la cultura austriaca, Laterza, Roma-Bari 1990.
- Il testo del tempo, Laterza, Roma-Bari 1992.
- Il coraggio di essere. Saggio sulla cultura mitteleuropea, Laterza, Roma-Bari 1992.
- Stili di analisi. L'unità perduta del metodo filosofico, Feltrinelli, Milano 1993.
- L'organizzazione condivisa. Comunicazione, invenzione, etica, Guerini, Milano 1994.
- Il pensiero raccontato. Saggio su Ingeborg Bachmann, Laterza, Roma-Bari 1995.
- Una donna a Milano, Marsilio, Venezia 1996.
- Il filtro creativo, Laterza, Roma-Bari 1999.
- Wittgenstein. Dalla verità al senso della verità, Plus (Università di Pisa), Pisa 2003.
- Mondi intermedi e complessità (con Alfonso M. Iacono) Ets, Pisa 2005.  ISBN 88-467-1392-3
- Wittgenstein. Musica, parola, gesto, Cortina, Milano 2008.
- La filosofia della cura (con G. Bocchi), ASMEPA Edizioni, Bentivoglio (BO) 2012. ISBN 978-88-97620-53-2
- L'arte di esistere contro i fatti. Thomas Bernhard, Ingeborg Bachmann e la cultura austriaca, introduzione di Marco Ciaurro, Lamantica Edizioni, Brescia, 2017

### Curatele
- Crisi della ragione. Nuovi modelli nel rapporto tra sapere e attività umane (a cura di Aldo Gargani; saggi di Gargani, Ginzburg, Lepschy, Orlando, Rella, Strada, Bodei, Badaloni, Veca, Viano), Einaudi, Torino 1979.

### Altri contributi
- Relazione d'aiuto, sintonia comunicativa e organizzazione sociale, in Il vaso di Pandora, Dialoghi in psichiatria e scienze umane: v. 8, n. 3 (2005), pp. 29–58.
- Fondazionalismo e antifondazionalismo, in Enciclopedia Italiana, Roma, Istituto dell'Enciclopedia Italiana., VII Appendice (2007).
- Crisi della ragione, in XXI secolo, Roma, Istituto dell'Enciclopedia Italiana, 2009-2010. (2009).
- Relativismo e nuovi paradigmi filosofici, in XXI secolo, Roma, Istituto dell'Enciclopedia Italiana, 2009-2010. (2009)